# European Girls' Mathematical Olympiad
La compétition European Girls' Mathematical Olympiad (Olympiades Européennes de Mathématiques pour Filles) est un analogue des Olympiades internationales de mathématiques, destinées aux filles, qui date de 2012. Elle s'inspire de la China Girls Mathematical Olympiad (en).
Le format de la compétition consiste en deux séances de quatre heures et demie. Depuis 2013, trois problèmes par séance sont posés, chacun étant noté sur 7 points.
1/12 des candidates obtiennent une médaille d'or, 2/12 une médaille d'argent et 3/12 une médaille de bronze.
En France, l'Olympiade Française de Mathématiques prépare et sélectionne les candidates à l'EGMO.

## Liste des compétitions passées
| Année | Pays        | Ville      | Date        | Nombre de pays | Nombre de participantes |
| ----- | ----------- | ---------- | ----------- | -------------- | ----------------------- |
| 2012  | Royaume-Uni | Cambridge  | 10-16 avril | 19             | 70                      |
| 2013  | Luxembourg  | Luxembourg | 8-14 avril  | 22             | 87                      |
| 2014  | Turquie     | Antalya    | 10-16 avril | 29             | 110                     |
| 2015  | Biélorussie | Minsk      | 14-20 avril | 30             | 109                     |